# Letnitsa (obchtina)
Letnitsa (bulgare : Летница) est une obchtina de l'oblast de Lovetch en Bulgarie.